# Ilja Rachmielewitsch Resnik

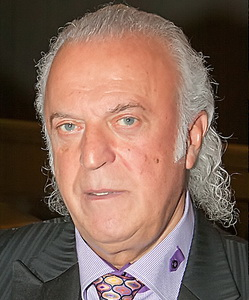
Ilja Resnik. 2013

Ilja Rachmielewitsch Resnik (russisch Илья Рахмиэлевич Резник; * 4. April 1938 in Leningrad) ist ein russischer Dichter. Er wurde mit dem Titel Volkskünstler Russlands ausgezeichnet und als Ehrenmitglied in die Russische Akademie der Künste aufgenommen.

## Biografie
Ab 1958 studierte Resnik an der Saint Petersburg State Theatre Arts Academy. Von 1965 bis 1975 arbeitete er  in der Truppe des Kommissarschewskaja-Theaters und schrieb zur gleichen Zeit Texte für Lieder. Seit 1979 arbeitet Resnik mit Alla Pugatschowa.
Das Lied «Яблони в цвету» ("Apfelbäume in voller Blüte") brachte Resnik 1975 den internationalen Erfolg.